# 朝鲜与大规模杀伤性武器
朝鲜民主主义人民共和国具備成熟的軍工體系，亦積極開發各式大規模殺傷性武器。北韓于2006年成功開發核武器並進行第一次試爆，截至2020年北韓庫存核武總數大約在30件至40件，並且北韓每年可以生產可製造6至7件核武的易裂變材料。美国中央情报局估计朝鲜还拥有大量化学武器和生物武器。
朝鲜曾於1985年成為核不扩散条约的簽署国，但是2003年退出条约，声称美国没有遵守1994年两国之间就限制朝鲜核开发、双边关系正常化与供应朝鲜核反应堆以帮助满足其能源需要达成的朝美框架协议。国际原子能机构也会见朝鲜原子能總局（英語：General Bureau of Atomic Energy）局长李在先，以讨论核问题。
自2006年以來，北韓總共進行6次核試驗，北韓的核武水準亦隨著核試驗的次數而提高，由此引發國際社會開展對北韓的一系列制裁，而北韓政府無視這些制裁，並祕密交易所需資源。

## 核武計劃

### 歷史概覽
自1950年代開始，北韓就表現出發展核武的興趣。最早關於北韓發展核武的記錄可以追溯到1962年，當時北韓政府正在竭盡全力將北韓進行「全面堡壘化」，這亦是北韓一直維持高度軍事化以軍事作爲國家第一發展優先級的開始。北韓曾於1963年向蘇聯尋求過核武開發技術的支援，被蘇聯予以回絕。但是蘇聯在給北韓關門之餘還打開一扇窗——蘇聯同意協助北韓發展和平性質的核項目並協助北韓培養核領域的工程師。爾後在中國於1964年成功研製原子彈之後，北韓亦向中國提出過技術支援請求，而中國也表示拒絕。
蘇聯派遣的核工程師有參與到1961年開始建造的寧邊原子能研究所建設當中，並於1962年開始建造寧邊核設施的第一座研究性反應堆IRT-2000，IRT-2000於1965年開始運行並在同年抵達臨界狀態。IRT-2000的額定功率是2百萬瓦，以10%的濃縮鈾作爲核燃料運行，核燃料截至1973年均由蘇聯提供。北韓的核工程師於1974年對蘇聯協助建造的IRT-2000進行改造，改造後IRT-2000的額定功率由2百萬瓦提升至5百萬瓦，並使用80%的濃縮鈾作爲核燃料。1979年，北韓啟動建造寧邊核設施的第二座研究性反應堆進程，並開始在寧邊核設施周邊興建一座礦石處理加工廠與核燃料製造廠。
北韓於1985年成爲核不擴散條約的簽署國，但是直到1992年5月北韓才與國際原子能總署（英語：International Atomic Energy Agency，下文簡稱IAEA）達成共識並提交簽署後的IAEA預防保證協議。根據亞洲經濟新聞的報導，IAEA自1977年至1993年期間，每年都會定期檢查北韓寧邊原子能研究所IRT-2000研究用反應堆的情況。後來北韓於1993年年初將天然鈾燃料棒放入IRT-2000並以此有生產鈈，時任IAEA總幹事漢斯·布利克斯於1993年2月對北韓進行特別核查，然而卻被北韓拒絕。1993年3月，北韓宣佈已決定退出核不擴散條約。1993年5月，聯合國安理會呼籲北韓遵守協議並開放IAEA核查人員入境北韓。然而北韓卻在1993年6月退出申請生效之前，自行撤回先前提請的退出聲明。
1994年，北韓與美國在日內瓦簽署朝美核框架協議，美國同意將爲北韓建造兩座輕水反應堆以更新北韓原先使用的石墨慢化反應堆設備。作爲等價交換，北韓承諾會採取致力於韓半島的無核化行動。分析認爲美國援助建設的輕水反應堆設備安全性相較於北韓原先使用的石墨慢化反應堆的安全性要高，然而卻無法防止北韓通過濫用援助建設計劃繼續生產武器級鈈。同時，由於在時任美國總統比爾·克林頓的任期內，共和黨國會議員依照1917年對敵貿易法對北韓啟動制裁並阻止克林頓按照框架協議爲北韓提供物資，又因爲小布殊於2002年1月在國情咨文講演中將北韓列爲邪惡軸心的一部分，因此框架協議最後於2002年破裂宣告終止。根據華盛頓郵報的報導，巴基斯坦於2002年承認北韓於1990年代末期，獲取到有關巴基斯坦的核技術。
朝美框架協議破裂之後，北韓於2003年1月再次提出撤回核不擴散條約的簽署。2003年4月，北韓提出的撤回簽署正式生效，成爲核不擴散條約的唯一退出簽署之國。

### 核武試驗
北韓政府於2005年對外承認北韓已經擁有核武，但同時北韓政府亦立下「結束核武工程」的誓言。隨後在2006年10月9日，朝鲜政府发表公告称成功进行北韓第一次核试验。美国地质调查局与日本地震监测机构都监测到朝鲜境内有發生估计里氏4.3级的地震，亦檢出北韓發生過地下核爆與大氣當中有放射性核素。南韓政府評定此次地下核爆的爆炸當量，是爲800噸起跳的級別。2007年1月6日，朝鲜政府进一步证实拥有核武器。

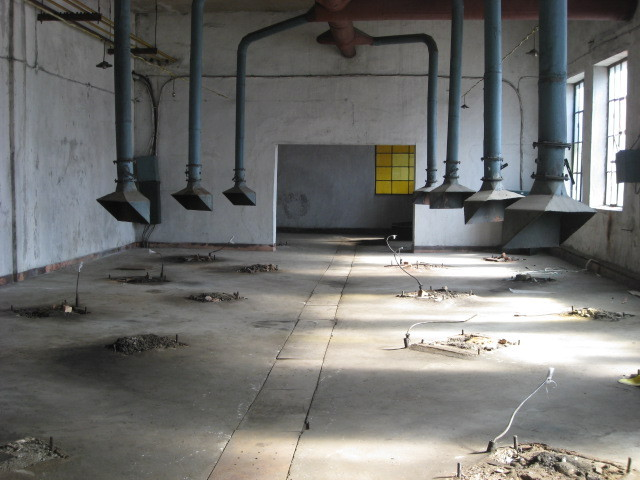
2008年，北韓寧邊原子能研究所，各類設施均已清空

2007年3月，在第六輪六方會談第一階段結束之後，北韓宣佈關閉寧邊原子能研究所。爾後北韓於2007年7月14日正式關閉寧邊原子能研究所，並開放IAEA事實核查人員入境北韓進行全過程監督。但是由於國際社會的跟進與資源提供並未到位，因此北韓從2008年開始放緩去核化進程。
2009年4月，泰晤士報報導稱國際情報機構與國防專家都默不作聲承認北韓已經發展爲一個具備成熟核武技術之國，並具備打擊與摧毀南韓與日本的能力，IAEA总干事穆罕默德·巴拉迪亦承認北韓擁有核武已經是爲既定事實。北韓政府於2009年5月25日再次進行核试验，此次核試驗的爆炸當量的估測值介於2000噸至7000噸之間。美國地質調查局測得北韓此次核試驗产生里氏4.7级的地震，震源深度爲0公里。虽然没有试验位置的官方消息，但是据信试验是在朝鲜东北部，吉州郡的萬塔山進行。
北韓在歷經與美國的第三次高級別會談之後，於2012年2月宣佈將暫停在寧邊原子能研究所生產濃縮鈾、停止核武實驗以及停止飛彈試射的消息。此外，北韓政府亦開放IAEA查核人員對寧邊原子能研究所存有的核設施進行監測的許可。作爲交換條件，美國承諾會爲飽受制裁的北韓提供人道援助。根據朝鮮中央通訊社的報導，美國提供的人道救援基準是24萬噸的糧食，並不再認定北韓爲敵對國家。若談判進展順利，人道救援還可加碼。同時，北韓政府此次宣佈的消息亦對六方會談具有積極性影響，北韓也具備在接下來的會談中將解除制裁與建設輕水反應堆的議題擺上檯面進行談判的先決。在美國國務院發佈的公告當中，美國政府評價與北韓的這次談判「雖然進展有限，但是也尤爲重要」，並說明對北韓從來沒有敵對意圖，且美國願意以相互尊重主權、互相平等的理念爲基準，共同改善美國與北韓的雙邊關係。並強調美國對北韓的制裁並非矛頭直指北韓民衆的民生。然而，在北韓於2012年4月12號發射光明星3號之後，美國政府決定停止對北韓的糧食援助。
每日電訊報在2012年8月估计朝鲜至少拥有6件核武，至多可能爲18件核武。而如果寧邊原子能研究所在2012年往後4年至2016年可以產出足夠數量與濃度達標的濃縮鈾，北韓可以依此再製造最多25件核武。

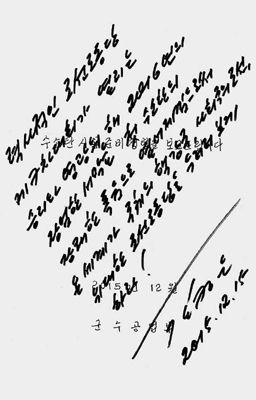
2015年12月15日，金正恩在朝鮮勞動黨中央委員會的氫彈命令書上親手寫下的寄語與簽名

北韓於2013年2月11日進行第三次核試驗，當日美国地质调查局监测到里氏5.1级地震波從北韓境內傳出，北韓官方高度評價此次核試驗，金正恩在朝鮮勞動黨第七次代表大會的總結報告上亦評價北韓自2006年以來所進行的核試驗「已經將我國提升至世界一流核強國的前列」。不同國家與機構對於北韓是次核試驗的爆炸當量判定亦有出入，數值從南韓國防部測定北韓是次核試驗的爆炸當量落在6000至7000噸之間，到德國聯邦地球科學與自然資源研究所認定北韓是次核試驗的爆炸當量爲4萬噸。然而，由於北韓臨近國家在測得北韓境內傳出地震以及北韓發佈成功進行核試驗的消息之後均未在大氣當中測得氙，因此對於北韓是次核試驗也有兩種聲音：一是認爲北韓進行地下核試驗的配套設施完善，將核試驗所產生的放射性物質悉數圍阻，二是認爲北韓是次核試驗本質上並不是核試驗，而是通過引爆數千噸TNT僞裝成核試驗。
2015年12月，金正恩隱射北韓已經成爲同時具備原子彈和氫彈的核武強國，但是南韓和美國均對金正恩的說辭表示懷疑並認爲這是誇大其詞。爾後在2016年1月6日上午，北韓境外的地震儀檢測出在北韓境內有傳出矩震級5.1級地震波，經核查確認震源位於北韓核設施基地豐溪里核試驗場，是爲北韓進行的第四次核試驗，爆炸當量爲2.2萬噸，與廣島核爆的規模相近。雖說北韓媒體一直宣稱北韓這次核試驗試爆的是氫彈，北韓政府甚至於動用李春姬在朝鮮中央電視台上冠以「重大報道」之名播報北韓的此次核試驗，但是根據核試驗產生的地震規模與後續的空氣採樣檢測結果，國際社會普遍懷疑北韓這次的核試驗並沒有成功引爆氫彈的次級，或實質上引爆的不是氫彈而是增強性原子彈。犁鏵基金總裁約瑟夫·西林橋則認爲北韓這次核試驗試爆的是一枚含有少量氫並含有氚的增強性原子彈。同時由於北韓這次核試驗被國際社會強烈譴責，因此聯合國安理會於2016年3月2日再次通過決議，加碼對北韓的制裁。
北韓的第六次核試驗發生於2017年9月3日，這是截至2025年北韓進行規模最大的核試驗，也是截至2025年北韓進行的最後一次核試驗。試爆位置與北韓2016年進行核試驗的地點相近，均位於豐溪里核試驗場。朝鮮中央電視台報道北韓這次試爆亦是氫彈試爆，播報員李春姬評價這次試爆是「完全成功」。挪威地震陣列所在北韓進行核試驗之後檢測到矩震級5.8級的地震，據此推測北韓這次核試驗的爆炸當量爲12萬噸。爾後在2017年9月12日挪威地震陣列所將檢測矩震級調整爲6.1級，若以矩震級6.1級可據此推算北韓2017年試爆氫彈的爆炸當量爲25萬噸，這是北韓歷次核試驗錄得的最高數值。基於規模可觀的爆炸當量，網站北緯38度於北韓進行核試驗次日發佈北韓進行核試驗後的衛星圖像與分析結果，並表明在北韓進行核試驗之後於次日取得的豐溪里核試驗場衛星圖像表明，北韓進行此次核試驗過後，豐溪里核試驗場和接壤山體顯現山崩和塌方現象。

### 北韓政府對核武的立場
根據脫北者的描述，1993年北韓政府在向北韓軍人說明北韓擁核的原因時，會說道：「朝鮮之所以會擁有核武，是因爲美國有侵佔我們美麗家園的野心，並且會使用邪惡的生物武器來攻擊我們朝鮮。而我們發展核武的原因，正是需要在這種威脅下以核武來保護朝鮮。」
2012年6月，北韓完成2012年憲法條文修改，修改後的憲法條文在序言當中寫明北韓是核保有國，法條如下：
| “              | ……把我們祖國轉變成戰無不勝的政治思想強國、核保有國、無敵的軍事強國…… | ” |
| ——北韓憲法序言 |                                                                      |   |

北韓政府在2022年之前對核武的態度是「以核治核，核武在高度警戒下運行，用於保衛國家主權、生存權與維護地區和平，加強核戰爭遏制力，絕不肆意使用或作爲先發制人的打擊手段」，但是如果北韓被入侵或者先行承受軍事打擊，則北韓會使用「動員最強有力的攻擊力量一舉擊毀敵人」，北緯38度認爲北韓在2022年之前對核武的立場是部分實行的不率先使用政策。2022年，最高人民會議表決通過一項法案，法案允許最高領導人或核指揮系統受到攻擊時，可以對敵啟動自動核反擊與核攻擊進程。此外，法案亦表明如果金正恩被殺害身亡，則核指揮與核打擊的最高決定權將移交給高級將領。

## 化學武器與生物武器计划

### 化學武器計劃
北韓開始發展化學工業和化學武器是在韓戰結束之後的翌年，即1954年。據國際危機組織的報道，北韓在韓戰結束後發展化學工業和化學武器是鑑於韓戰中美國的核武威脅，而當時的北韓條件有限，因此選擇發展化學工業與化學武器以作爲相較發展核武的更低成本替代方案。北韓原計劃是通過千里馬運動建構化學武器發展體系，但是實質性的進展卻發生在千里馬運動之後。金日成於1961年12月25日發佈「化學化宣言」，下令朝鮮人民軍發展化學武器並設立核與化學防禦總局。分析認爲金日成發佈宣言此舉，是爲發展經濟進而能夠發展可生產化學武器生產的獨立自主化學工業。在1960年代末期和1970年代初期，蘇聯和中國亦對北韓的化學武器發展有所援助。因此北韓自1970年代開始量產化學武器。美國國防情報局於1979年認定北韓已發展防禦性化學武器的能力，同時認爲北韓將會發展攻擊性化學武器並將開發的攻擊性化學武器納入軍隊武器編列。
大韓民國國防部發言人李基白於1987年1月向韓國先驅報透露，截至1987年北韓已經存有包括芥子毒氣和神經性毒劑在內的250噸化學武器。1989年1月，北韓境內已經有11個地點被確定用於生產諸如沙林、塔崩、光氣、亞當氏毒氣、氰化氫和芥子毒氣等化學武器。同一時期，北韓外務省外務長金永南否認北韓有生產和儲存化學武器的行爲，並表示北韓亦對進口化學武器沒有興趣。
進入1990年代，北韓開始向外界尋求購買製造神經性毒素的前體。根據時事通信社的報道，1996年日本神戶一家貿易公司的員工因爲未取得經濟產業省的允許，試圖向北韓貨船出口50公斤的氟化鈉和50公斤的氫氟酸而被逮捕。同時，日本檢方亦檢控被逮捕的這位神戶貿易公司員工有染指用於製造武器性化學武器的非法交易，點名沙林毒氣。
2004年，BBC在報道與一位化名爲「金博士」，且已經脫北的北韓科學家的訪談時，提及北韓政府會使用在北韓集中營當中的囚犯進行化學武器人體實驗。同時，金博士亦說明北韓政府進行人體實驗的目的是確定測試使用的實驗性化學武器對單個人體的致死時間，進而推導出如果毀滅整個首爾市的所需氣體量。
2009年國際危機組織報道北韓已經持有包含芥子毒氣、沙林與其他神經毒素在內，共計2500噸至5000噸的化學武器。大韓民國國防部於2010年估測的北韓化學武器持有數目，與國際危機組織於2009年估測的值相同。
2015年美國國防部向美國國會遞交報告，報告內容顯示北韓的化學武器很可能有存量，以及北韓政府亦很可能具備生產可以攻擊人體神經、致使人體起水泡、可使人體流血、導致人體窒息的化學武器。此項報告亦披露北韓政府有可能將火炮和飛彈進行改裝來使用化學武器發動攻擊。此外，報告亦提及朝鮮人民軍也有在定期進行化學武器防禦行動訓練，以備在環境受到污染的情況下進行作戰。
截至2025年，北韓還未成爲禁止化學武器公約的簽署國，與南蘇丹和埃及成爲全球唯三未簽署禁止化學武器公約之國。

### 生物武器計劃
北韓自1960年代開始也對發展生物武器產生興趣，而在金日成發佈「化學化宣言」的同一時期，北韓國防科學院亦收到金日成研究生物武器的指示。據大韓民國國家情報院的消息，北韓於1960年代已經在國防科學院有設立生物武器檢測中心，並於1968年從日本取得包括炭疽桿菌、鼠疫和霍亂在內的病原體菌株。
2017年台湾媒体引南韩媒体宣称一名北韓的逃兵被發現擁有炭疽桿菌抗體，疑似是疫苗注射過的跡象，因此很可能持有此類型的生化武器。

## 文內注釋
1. ↑  相當於釋放210兆焦耳的熱量。
2. ↑  相當於釋放1000兆焦耳的熱量。
3. ↑  基於朝鲜政府从未宣布過准确当量，故數值有爭議。[4]
4. ↑  北韓曾為NPT簽署國，但於2003年退出。[7]
5. ↑  國際社會將北韓是次發射行爲認定爲飛彈試射而非衛星發射。[46][47]
6. ↑  德國聯邦地球科學與自然資源研究所於2016年1月重新發佈2013年北韓核試驗爆炸當量測定數據，將4萬噸的數值下調至1.4萬噸。[54]